# Terschelling
Terschelling è un'isola del mare del Nord nel gruppo delle isole Frisone Occidentali ed una municipalità dei Paesi Bassi di 4 724 abitanti situata nella provincia della Frisia.